# Cloche de l'église de Celles (Charente-Maritime)
La cloche de l'église Saint-Christophe à Celles, une commune du département de la Charente-Maritime dans la région Nouvelle-Aquitaine en France, est une cloche de bronze datant de 1626. Elle a été classée monument historique au titre d'objet le 5 décembre 1938. 
Inscription : « IHS MA SANCTE CHRISTOPHORE ORA PRO NOBIS ANDRE FERRAND CURE ELOÏSE FODOAS DAME DU LIEU 1626 ».